# Victorwithius fiebrigi
Victorwithius fiebrigi är en spindeldjursart som först beskrevs av Beier 1932.  Victorwithius fiebrigi ingår i släktet Victorwithius och familjen Withiidae. Inga underarter finns listade i Catalogue of Life.